# Sheridan (Wisconsin)
Sheridan es un pueblo ubicado en el condado de Dunn en el estado estadounidense de Wisconsin. En el Censo de 2010 tenía una población de 454 habitantes y una densidad poblacional de 4,86 personas por km².

## Geografía
Sheridan se encuentra ubicado en las coordenadas 45°10′4″N 91°58′11″O / 45.16778, -91.96972. Según la Oficina del Censo de los Estados Unidos, Sheridan tiene una superficie total de 93.49 km², de la cual 92.81 km² corresponden a tierra firme y (0.73%) 0.68 km² es agua.

## Demografía
Según el censo de 2010, había 454 personas residiendo en Sheridan. La densidad de población era de 4,86 hab./km². De los 454 habitantes, Sheridan estaba compuesto por el 99.34% blancos, el 0% eran afroamericanos, el 0.44% eran amerindios, el 0.22% eran asiáticos, el 0% eran isleños del Pacífico, el 0% eran de otras razas y el 0% pertenecían a dos o más razas. Del total de la población el 0.22% eran hispanos o latinos de cualquier raza.